# Gōdo
Gōdo (神戸町, Gōdo-chō) est un bourg du district d'Anpachi, dans la préfecture de Gifu, au Japon.

## Histoire
Au 1er mai 2014, la population de Gōdo s'élevait à 19 361 habitants répartis sur une superficie de 18,77 km2.